# Гай Клавдій Пульхр (консул 177 року до н. е.)
Гай Клавдій Пульхр (220 до н. е. — 167 до н. е.) — політичний, державний та військовий діяч Римської республіки, консул 177 року до н. е.

## Життєпис
Походив з патриціанського роду Клавдіїв. Син Аппія Клавдія Пульхра, консула 212 року до н. е. 
У 196 році Гай Клавдій став членом колегії авгурів. У 180 році до н. е. його обрано претором у справах іноземців замість померлого Тіберія Мінуція. На цій посаді розслідував справу про отруєння у Римі, скарги на утиски римських громадян та союзників з боку ілірійського царя Гентія.
У 177 році до н. е. його обрано консулом разом з Тіберієм Семпронієм Гракхом. Провів закон, згідно з яким союзники повинні були залишити Рим й повернутися у свої рідні міста. Після закінчення каденції як провінцію отримав Цизальпійську Галлію. Незабаром розпочав війни з підкорення сусідньої Істрії. Швидко захопив міста Несатій, Мутілу, Фаверію, розбивши ворога. Істрійський цар наклав на себе руки, а Клавдій перетворив Істрію у римську провінцію. Після цього Гаю Клавдію як провінція була надана Лігурія. Він зумів у рішучий битві при Скультені розбити лігурійців та їх союзників. За все це він отримав тріумф. Тоді ж істрійці повернули собі місто Мутілу, тому сенат подовжив повноваження Клавдія, після чого він знову рушив до Істрії. Там він швидко подолав опір істрійців, повернув місто. Після цього передав військо своєму наступнику — Квінту Петіллію Спуріну.
У 171 році до н. е. Гай Клавдій був призначений легатом у військо консула Публія Ліцинія Красса. На цій посаді він брав участь у війні з царем Персеєм Македонським.
У 169 році до н. е. його обрано цензором разом з Тиберієм Семпронієм Гракхом. Досить швидко виявив свою суворість на цій посаді. До римської армії, що знаходилася в Греції, було повернуто багатьох легіонерів, які отримали незаконну відпустку, виключено з сенату 7 осіб, позбавлено стану вершників багатьох громадян, не допущено до торгів публіканів, які брали участь у відкупах у попередню цензуру. Все це викликало конфлікт Пульхра з народним трибуном Рутілієм. останній притягнув Клавдія до суду за образу народного трибуна. Завдяки підтримці Гракха Гая Клавдія було виправдано. При вирішенні питання щодо триб вільновідпущенників Пульхр виступив проти суворих заходів Гракха, наголошуючи на тому, що цензори не мають права виключати цілий стан з усіх 35 триб. З урахуванням думки Гая Клавдія було прийнято рішення про зачислення усіх нових вільновідпущенників до Есквілінської триби.
У 167 році до н. е. Гай Клавдій Пульх був обраний до складу децемвірів, які повинні були владнати справи в Греції та Македонії. Того ж року виїхав до Ахаї, але невдовзі там помер.

## Родина
Діти:
- Аппій Клавдій Пульхр, консул 143 року до н. е.